# Anaeromyces
Anaerómyces (лат.) — род анаэробных грибков из семейства Neocallimastigaceae. Представители обитают в коровьем рубце, известны в Европе и Австралии.

## Систематика
В составе виды:
- Anaeromyces elegans
- Anaeromyces mucronatus